# Helma Lehmann
Pour les articles homonymes, voir Lehmann.
Helma Lehmann, née le 23 juin 1953 à Brandebourg-sur-la-Havel, est une rameuse d'aviron est-allemande.

## Palmarès

### Jeux olympiques
- 1976 à Montréal
  -  Médaille d'or en huit

### Championnats du monde
- 1975 à Nottingham
  -  Médaille d'or en huit